# Maison du peuple Ons Huis
Le Maison du peuple Ons Huis (ou Maison du peuple Notre Maison, Volkshuis Ons Huis en néerlandais) est un édifice de style éclectique à tendance Art nouveau situé à Gand, ville de la province de Flandre-Orientale en Belgique.
La façade monumentale de ce centre des associations ouvrières socialistes de Gand, domine la place du marché du Vendredi depuis plus d'un siècle. L'ensemble, conçu par l'architecte Ferdinand Dierkens,, est composé de deux bâtiments : le premier, édifié en 1899, est occupé actuellement par la mutualité Bond Moyson et le deuxième, terminé en 1902, est la Maison du peuple elle-même.

## Localisation
Centre administratif et cœur du mouvement socialiste à Gand, la Maison du peuple Ons Huis se dresse au centre-ville, au n° 9-10 de la place du Marché du Vendredi (Vrijdagmarkt) dont elle occupe l'angle nord-ouest, face à la statue de Jacques Van Artevelde et de la Maison de la Corporation des tanneurs.

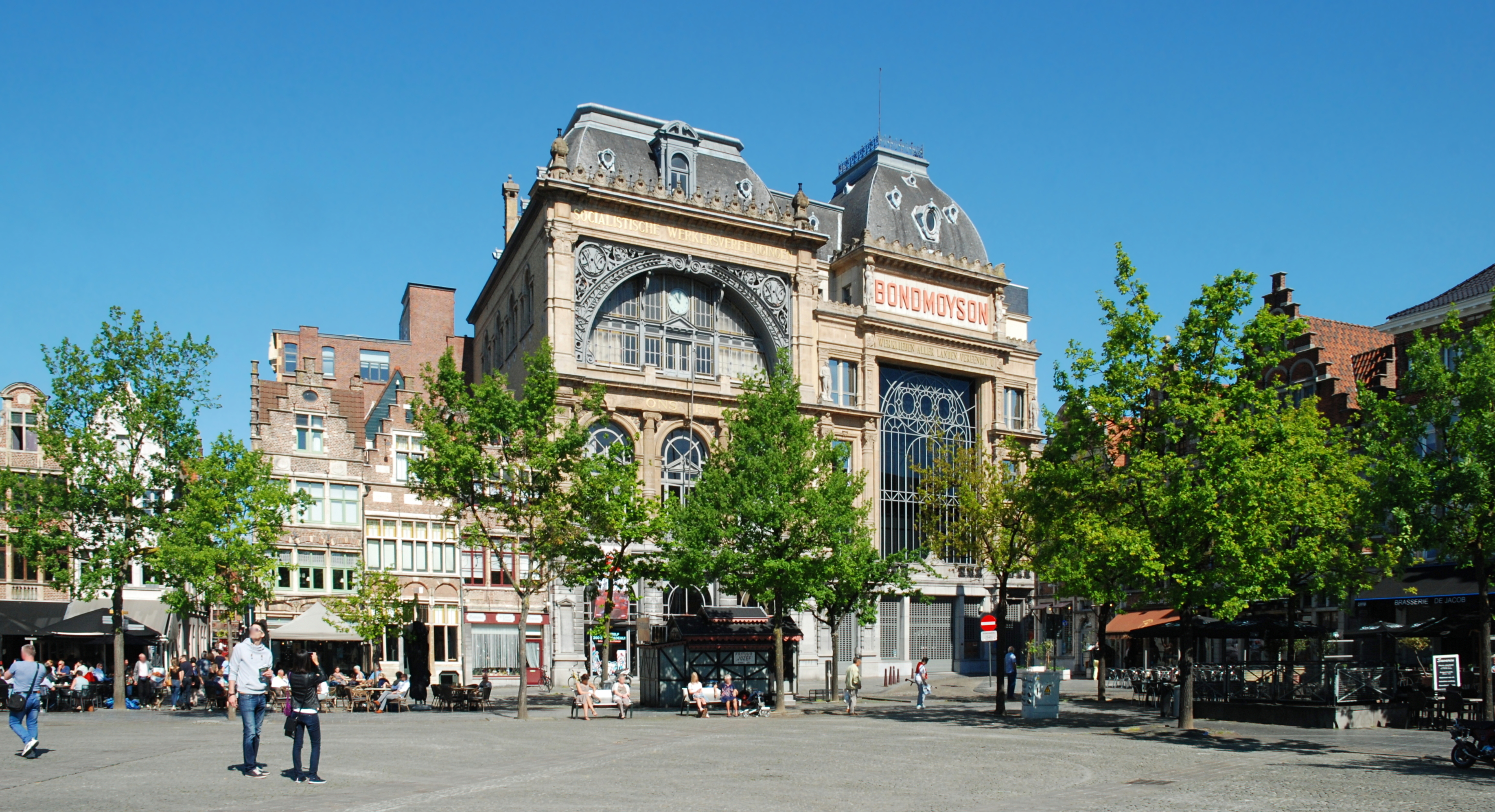
La Maison du peuple Ons Huis et le Bond Moyson sur le Vrijdagmarkt.

## Historique
Le bâtiment est construit sur le site du Utenhovesteen (démoli en 1839), qui était à son époque le bâtiment le plus important aux abords de la place du Marché du Vendredi.
En 1893, la coopérative Vooruit (En avant), dont les magasins de vêtements sur le Garenmarkt étaient devenus trop petits, achète deux auberges sur la place du Marché du Vendredi (Vrijdagmarkt). 
Ferdinand Dierkens (1856-1938), l'architecte attitré des socialistes de Gand, les aménage pour en faire les Grands Magasins de la coopérative, inaugurés en 1894,. Le bâtiment fonctionne alors comme un magasin coopératif et dispose également de salles de réunion et d'une salle de banquet.
Mais le bâtiment est complètement incendié en 1897,. Le leader socialiste Édouard Anseele, qui avait visité les Grands Magasins à Paris, charge alors Dierkens de concevoir à la place du bâtiment incendié un imposant complexe composé de deux parties : la première partie, la maison du peuple Ons Huis, appelée à abriter les locaux du parti et des syndicats et la deuxième partie (aujourd'hui Bond Moyson) appelée à former un nouveau magasin.
Le bâtiment est érigé en deux phases : les Grands Magasins ouvrent en 1899 et la maison du peuple Ons Huis en 1902. Les travaux sont exécutés par une coopérative socialiste.
Les Grands Magasins survivent jusqu'au milieu des années 1950 mais ils souffrent ensuite énormément de la concurrence des supermarchés et du changement de mode de consommation. La coopérative  s'installe dans une annexe du palais des fêtes Vooruit, les bâtiments du Vrijdagmarkt changent de propriétaires socialistes et sont alors radicalement transformés, ce qui provoque la perte de la plus grande partie du magnifique intérieur de style Art nouveau.
Le complexe est entièrement rénové en 1991,, mais le mal est fait.

## Protection
Le bâtiment est protégé comme patrimoine architectural depuis le 14 septembre 2009 et figure à l'inventaire du patrimoine immobilier de la Région flamande sous la référence 26052, mais il n'est pas classé.

## Architecture

### Aile gauche: Maison du peuple Ons Huis
L'aile gauche, qui constitue la Maison du peuple Ons Huis proprement dite, présente une façade de trois niveaux et de trois travées.
Le rez-de-chaussée, recouvert d'un parement de pierre bleue qui offre un beau contraste de couleur avec les étages, est percé de trois grandes baies cintrées, séparées par des pilastres toscans ornés de bossages plats à refends.
Le premier étage, paré de pierre blanche et également percé de trois grandes baies cintrées, est rythmé par quatre hautes colonnes engagées cannelées dont les chapiteaux ioniques supportent un entablement qui arbore en lettres d'or le nom de l'édifice.
Le deuxième étage est percé d'un immense arc en fer forgé sous lequel s'abritent deux niveaux de fenêtres rectangulaires dont l'une est surmontée d'un petit fronton triangulaire et d'une horloge. Les pilastres qui encadrent cet arc portent un second  entablement portant en lettres d'or la mention « Socialistische werkersvereenigingen », ce qui signifie « Associations socialistes des travailleurs ».

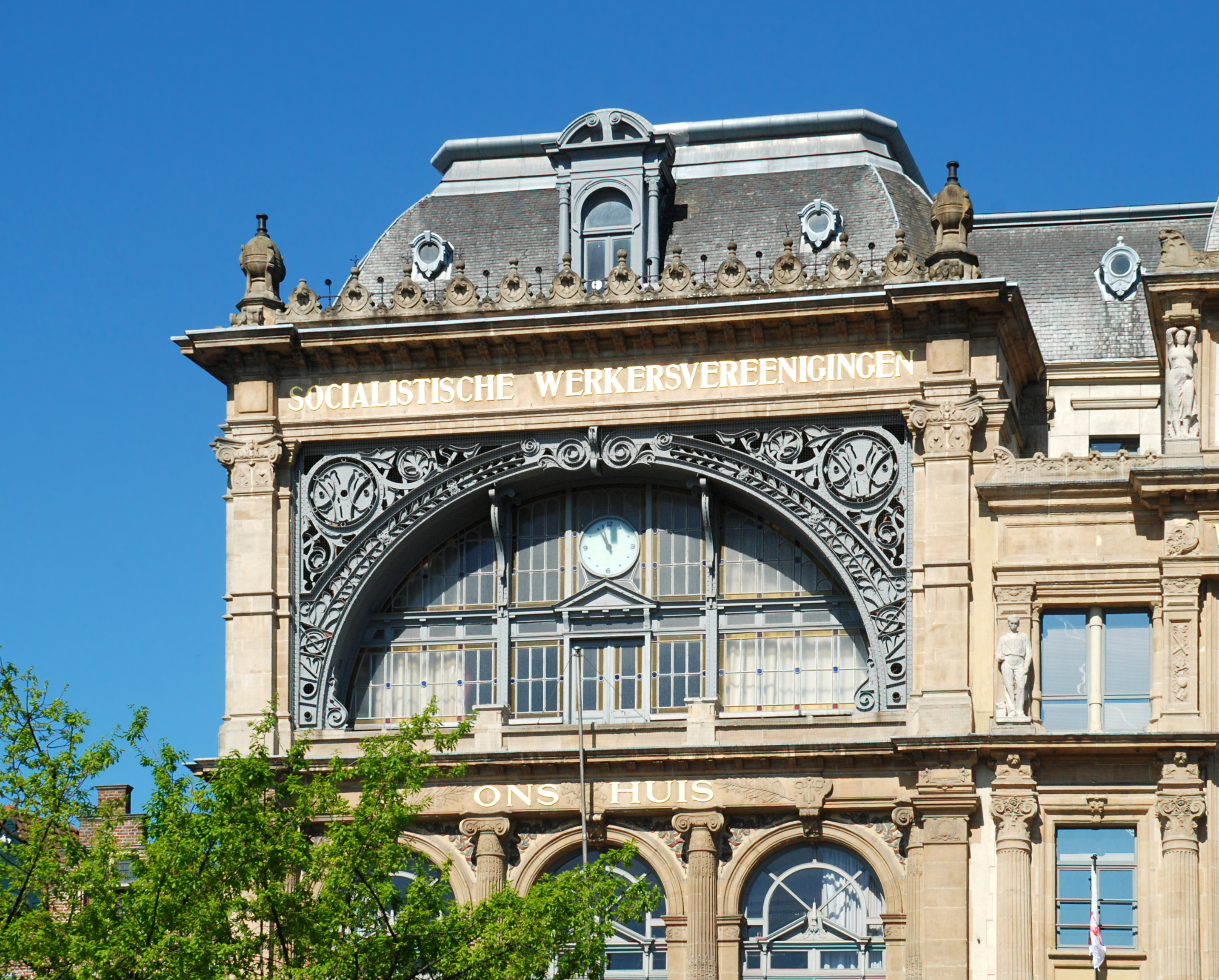
Le grand arc en fer forgé.
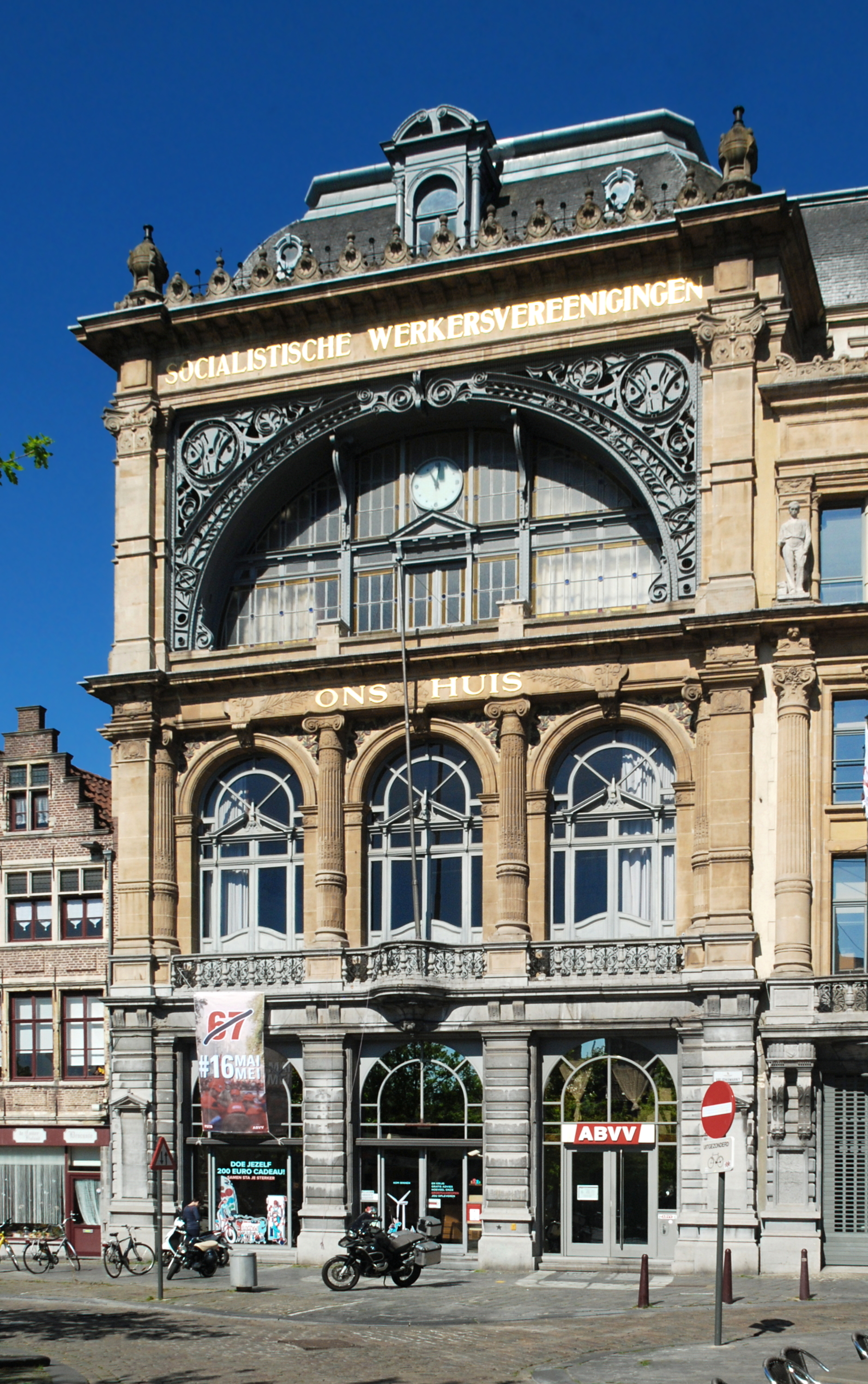
Façade de la Maison du peuple Ons Huis.
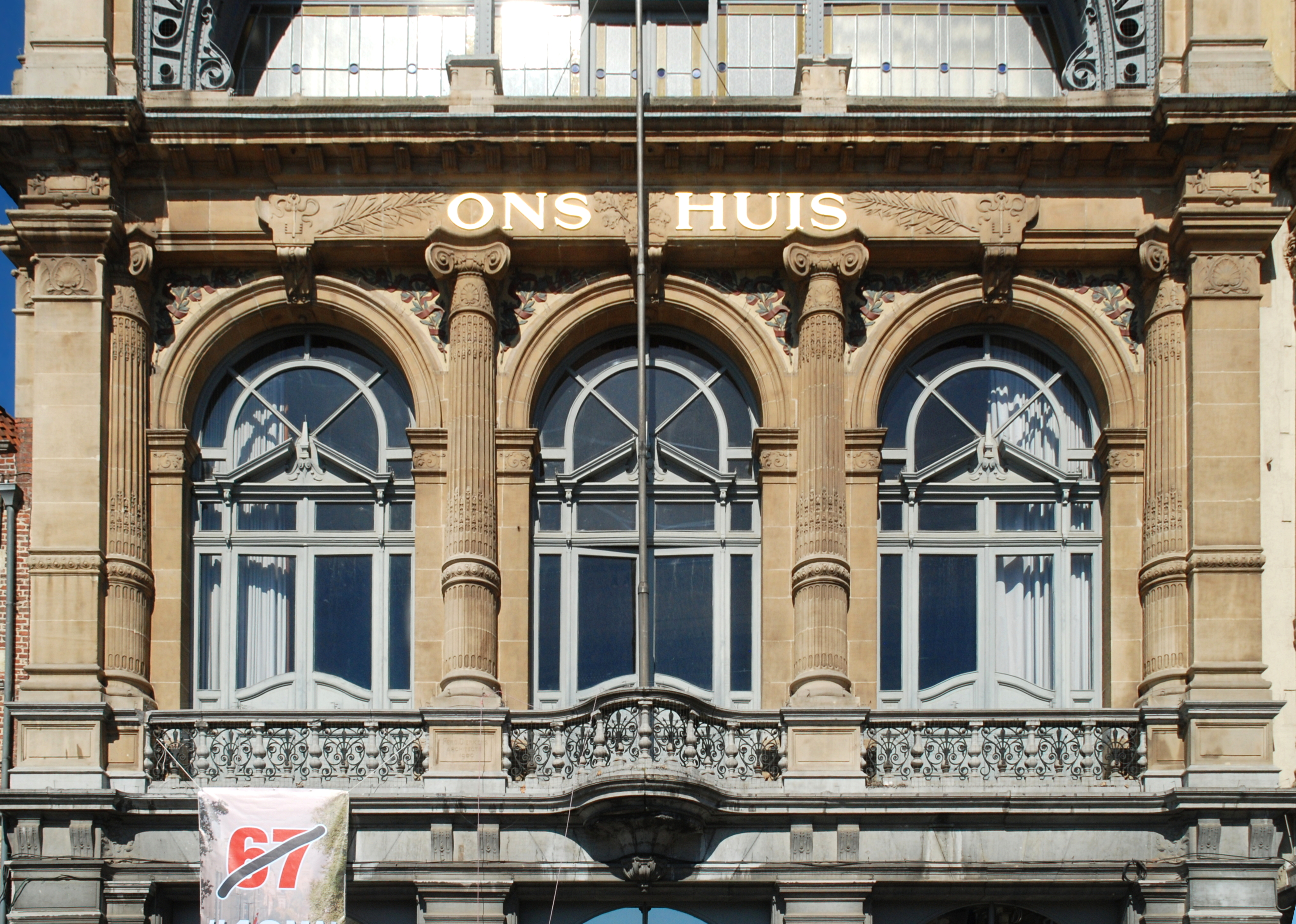
Le premier étage.

### Aile droite: Bond Moyson
L'aile droite présente en sa partie centrale une grande surface vitrée qui n'est pas d'époque mais est le résultat de modifications ultérieures.
Le parement de pierre bleue du rez-de-chaussée est surmonté d'un coq au sujet duquel courent plusieurs légendes. La première veut que ce coq serait un cadeau des Wallons parce que, lors d'une grève, la section gantoise du syndicat leur aurait donné du pain pour survivre pendant la grève. Dans une autre version, c'est le leader socialiste gantois Édouard Anseele qui aurait reçu le coq en cadeau des métallos wallons. Mais la vérité est plus simple : ce coq annonce une « nouvelle aube », une ère nouvelle où tous seraient égaux et pourraient mener une vie heureuse.
Le coq se dresse sur un blason qui représente les « trois huit » : « Huit heures de travail, huit heures de loisirs, huit heures de repos », un slogan qui figurait dans toutes les manifestations ouvrières au début du XXe siècle.
Les baies des travées latérales sont encadrées sur deux niveaux par des colonnes engagées cannelées, prolongées sur un troisième niveau par des pilastres qui supportent un large entablement qui porte en lettres d'or le slogan « Werklieden Aller Landen Vereenigt U » (Travailleurs de tous les pays, unissez-vous).
Cette inscription est surmontée d'un large cartouche sur lequel figure le nom du Bond Moyson en grandes lettres rouges, encadré de deux cariatides. Ces cariatides portent une corniche en forte saillie surmontés d'une toiture en forme de coupole couverte d'ardoises et percée de quatre œils-de-bœuf.

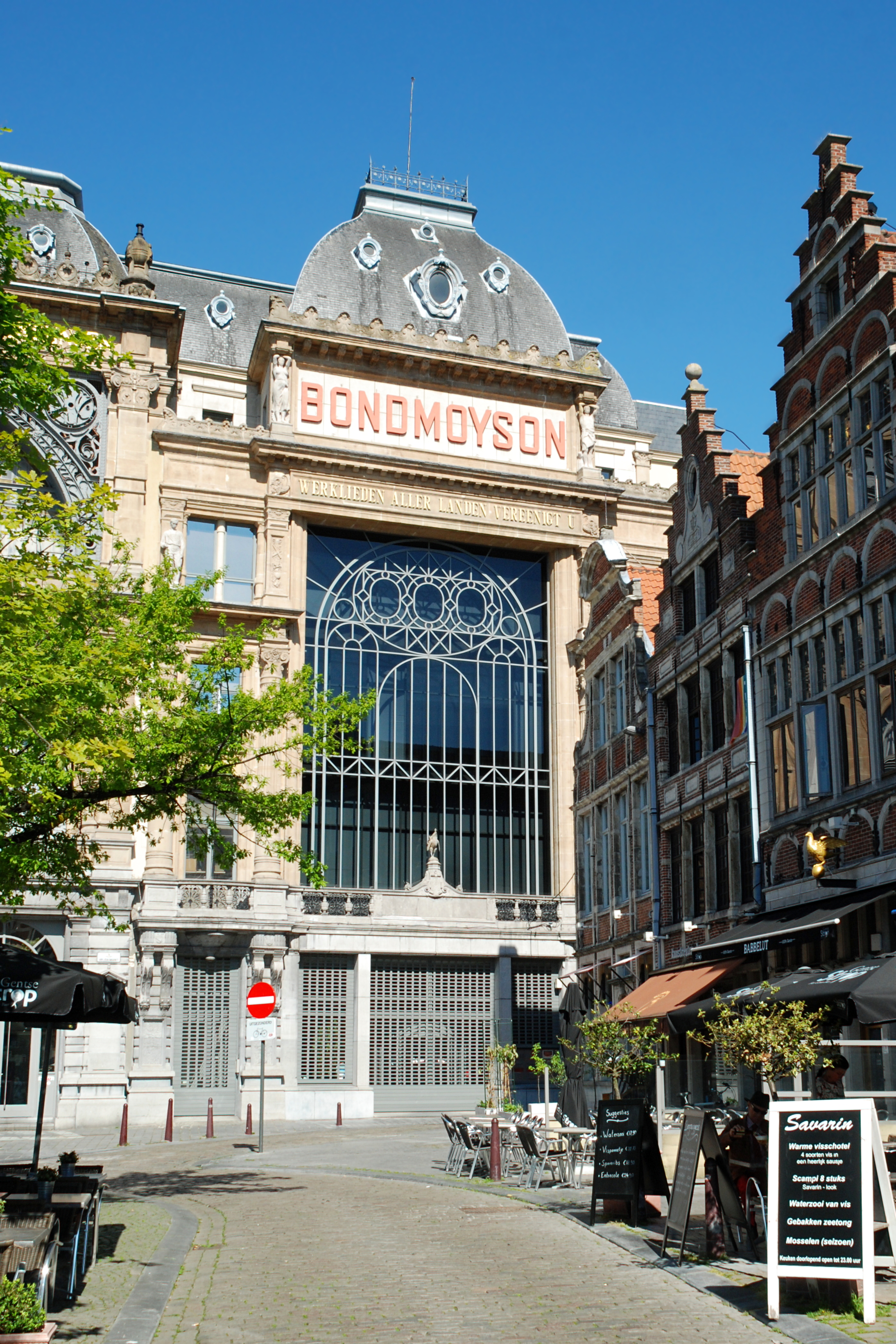
Façade du Bond Moyson.
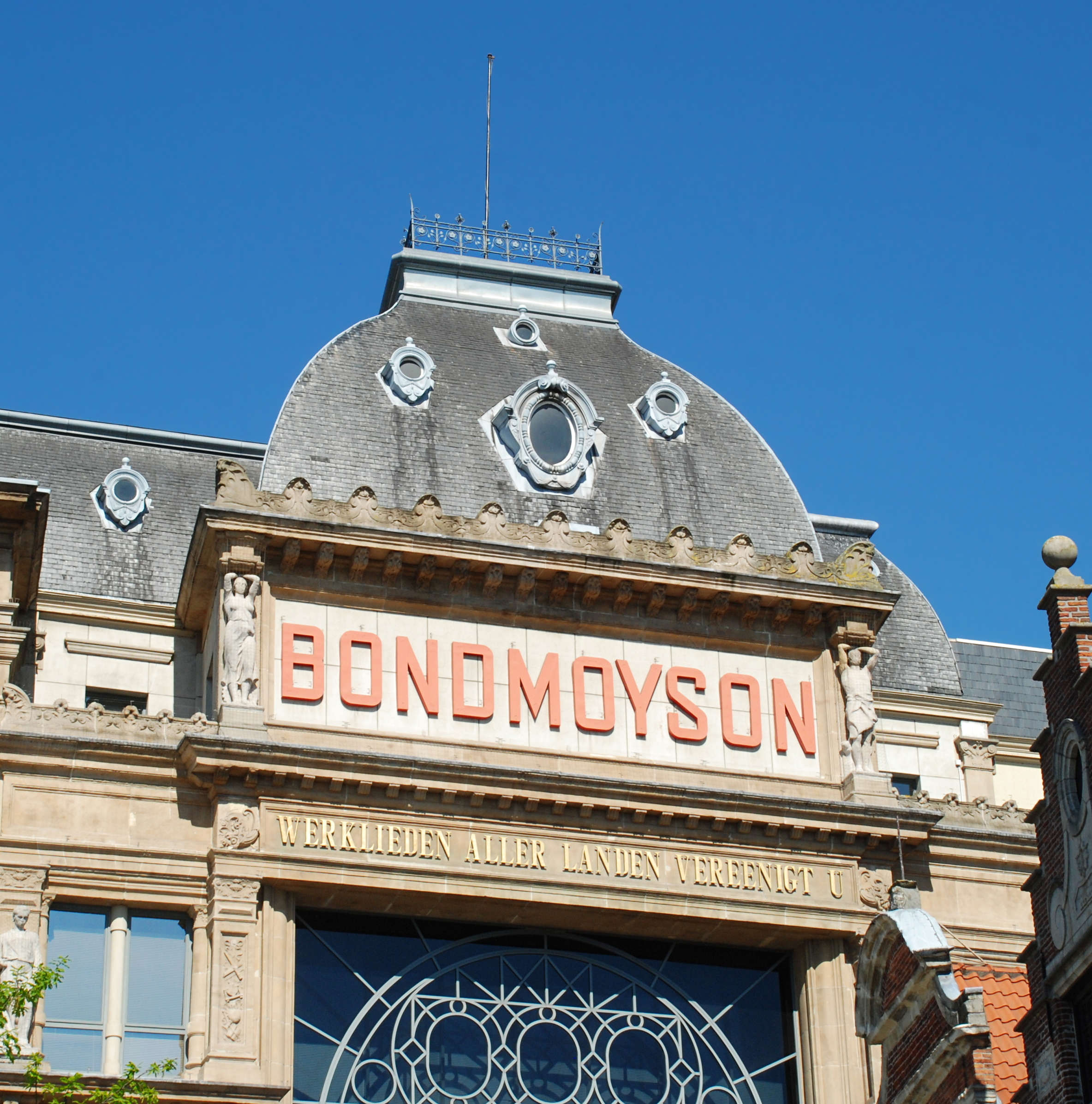
Coupole du Bond Moyson.
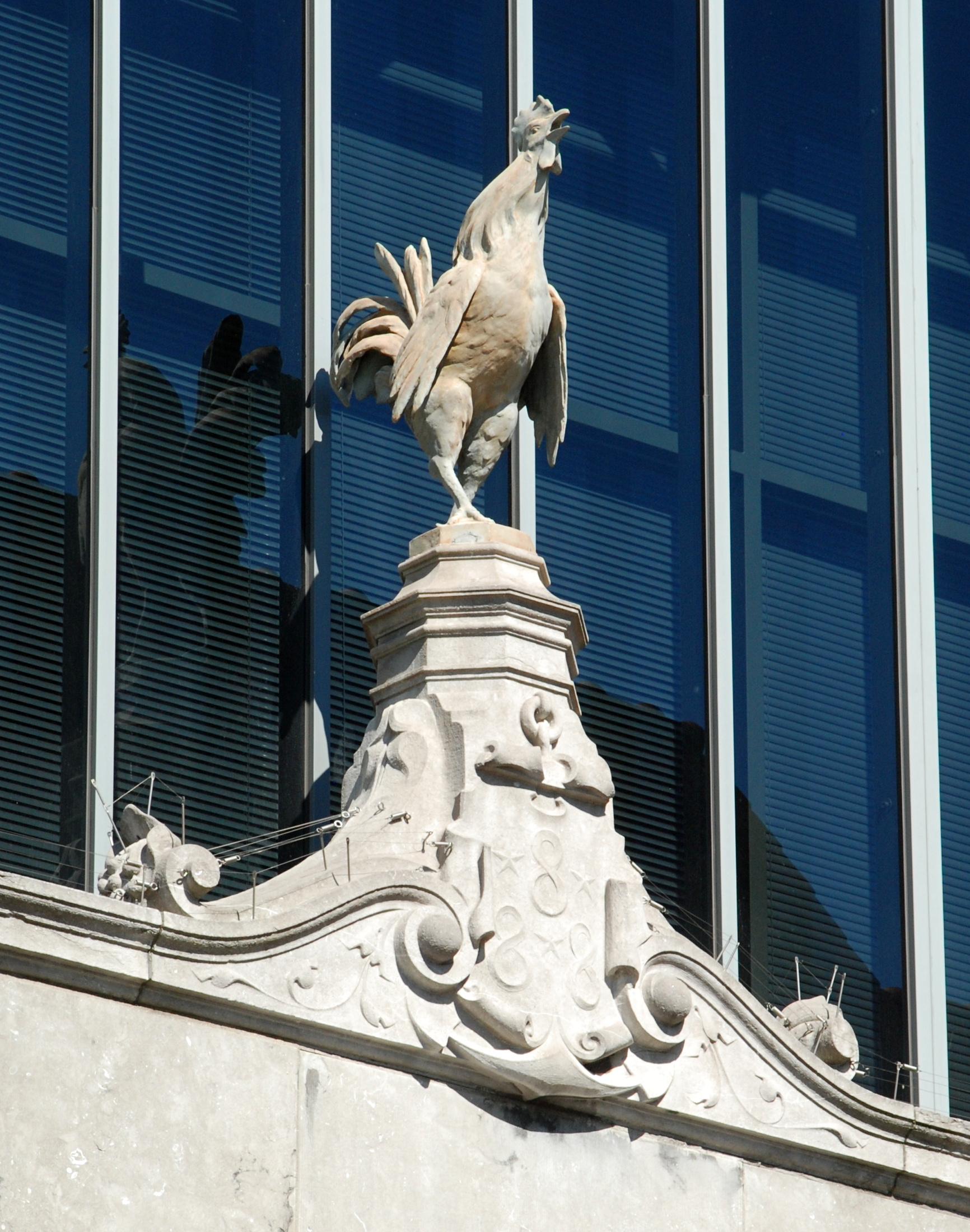
Le coq dressé sur le blason des « trois huit » annonce une « nouvelle aube ».